# Albrecht Friedrich (Barby-Mühlingen)
Graf Albrecht Friedrich von Barby und Mühlingen (* 28. Februar 1597 wahrscheinlich in Rosenburg; † 7. Dezember 1641 in Rosenburg) war ein deutscher Adeliger.

## Leben
Graf Albrecht Friedrich war der Sohn des Grafen Jost zu Mühlingen und Rosenburg und dessen zweiter Ehefrau Sophie von Schwarzburg-Rudolstadt. Graf Jost Günther von Barby und Mühlingen war sein Bruder und Gräfin Agnes Elisabeth von Barby seine Schwester.
Im Oktober 1605 immatrikulierte sich Graf Albrecht Friedrich zusammen mit seinem Bruder an der Universität Wittenberg.
Als sein Vater 1609 starb, regierte die Mutter alleine bis zu ihrem Tod im Jahre 1630. Beide Brüder verwalteten ihr Erbe bis zur einvernehmlichen Teilung 1641 gemeinsam. Ab dann war Graf Albrecht Friedrich alleiniger Besitzer der Herrschaften Rosenburg und Mühlingen.
Am 18. Mai 1623 heiratete Fürst Johann Kasimir von Anhalt-Dessau seine erste Ehefrau Agnes von Hessen-Kassel, eine Tochter des Landgrafen Moritz von Hessen-Kassel. Anlässlich dieser Feierlichkeiten wurde Graf Albrecht Friedrich durch Fürst Ludwig I. von Anhalt-Köthen in die Fruchtbringende Gesellschaft aufgenommen. Er verlieh diesem den Gesellschaftsnamen der Dienliche und die Devise zur Öffnung. Als Emblem wurde ihm die Kreuz- oder Stachelbeere (Ribes uva-crispa L.) zugedacht. Im Köthener Gesellschaftsbuch findet sich Graf Albrecht Friedrichs Eintrag unter der Nr. 70.
Sein Bruder und sein Schwager wurden später gleich ihm ebenfalls Mitglieder der Fruchtbringenden Gesellschaft.
Am 17. März 1633 heiratete er Sophie Ursula von Oldenburg, eine Schwester von Graf Christian IX. von Oldenburg-Delmenhorst (Kinder von Anton II. von Oldenburg-Delmenhorst). Mit ihr hatte er einen Sohn, Graf August Ludwig von Barby und Mühlingen. Als dieser aber am 17. Oktober 1659 starb, erlosch damit das Geschlecht im Mannesstamm. Seine Töchter waren Æmilie Juliane von Barby-Mühlingen, die im 1665 heiratete sie ihren Vetter, den Reichsgrafen Albert Anton von Schwarzburg-Rudolstadt, sowie Christine Elisabeth, die mit Herzog Rudolf August von Braunschweig und Lüneburg vermählt wurde und Antonie Sibylle, die den Grafen Christian Wilhelm von Schwarzburg-Sondershausen heiratete.
Zeitgenossen lobten Graf Albrecht Friedrich: jn Poesi vnd sonderlich der newen Opitianischen art verß zuschreiben hat S. G. Gn. lob erlanget.
Am 7. Dezember 1641 starb Graf Albrecht Friedrich von Barby und Mühlingen im Alter von 44 Jahren in Rosenburg.
Die Grablege der Grafen von Barby befindet sich in der Johanniskirche in Barby an der Elbe (Sachsen-Anhalt). Hier haben sich zahlreiche Grabplatten und Wandskulpturen erhalten.